# Осман Нури ефенди
Осман Нури Ефенди е мюсюлмански духовник, учител, съдия и политик. Наричан е спасителят на Пещера и Брацигово, защото предотвратява опустошаването на тези селища от башибозуците по време на Априлското въстание.

## Биография
Роден е през около 1823 г. в село Михалково. Баща му вероятно се казва Нури хаджи Ахмед, а майка му Месюде или Месруре. Началното си образование получава в Разград.
След Руско-турската война от 1877 – 1878 г. сътрудничи на Временното руско управление за изграждане на новата българска държава, за което е награден с руския орден „Св. Александър“, V степен. По-късно е съдия в Пазарджик и главен мюфтия на Княжество България (1884 – 1888). Заради заслугите си получава поборническа пенсия от Народното събрание от 1893 г.
През 2020 г. Мария Джуркова намира смъртен акт, в който е описано, че Осман Нури умира в дома си в Пазарджик на 13 декември 1893 г.